# Wrangler (Jeans)

Logo der eingetragenen Wort-Bild-Marke

Wrangler ist eine US-amerikanische Marke für Bekleidung, insbesondere Jeans, der Kontoor Brands, zu der auch die weiteren Marken Lee und Rock & Republic gehören. In Deutschland ist die Marke seit 1967 eingetragen.

## Geschichte
Wrangler-Jeans wurden Mitte der 1940er Jahre von der Blue Bell Overall Company durch die Übernahme des Unternehmens Casey Jones Work-Clothes Company als Marke erworben. Blue Bell beschäftigte Bernard Lichtenstein („Rodeo Ben“), einen aus Łódź in Polen stammenden Schneider, der eng mit Cowboys gearbeitet hatte, um für den Rodeo-Einsatz geeignete Jeans zu entwerfen. Damit wurde der Grundstein für die Wrangler-Jeans gelegt.